# Fort d'Hœdic
Le fort d'Hœdic (ou fort Louis-Philippe,) est un fort français situé sur l'île d'Hœdic, dans le Morbihan, en région Bretagne.

## Situation
Le fort est grossièrement situé au centre de l'île.

## Histoire
Un premier fort est construit sur cet emplacement dans le courant du XVe siècle. Celui-ci sert de refuge aux populations civiles en 1693, lorsque l'île est envahie par les Anglais. Occupé par ces mêmes Anglais, il est détruit en 1746, mais reconstruit aussitôt sur l'ordre de Louis XV. Il est repris une dernière fois en 1759.
Après ces occupations successives, il est reconstruit entre 1847 et 1853,, mais, jamais investi par l'armée française, il est abandonné dès 1874. La municipalité se sert de ces locaux pour installer, en 1881, l'école publique communale. Le site est racheté en 1892 et transformé, jusqu'à l'arrêt de l'activité en 1931, en usine de production d'iode, obtenue à partir du brûlage du goémon.
Une batterie de DCA allemande y est installée en 1942. Le conservatoire du littoral s'en porte acquéreur en 1979. Une aile en est transformée en gîte d'étape dans les dernières décennies du XXe siècle.
Le fort est inscrit au titre des monuments historiques par arrêté du 30 octobre 2000.

## Architecture
Le fort est construit sur une petite éminence, suivant un plan trapézoïdal, quatre bastionnets en occupant les pointes. Un fossé le ceint entièrement,, qu'il faut franchir par un pont-levis pour rejoindre les bâtiments. À l'intérieur se trouve une caserne de trois niveaux ainsi qu'une large terrasse.